# Heinemannia laspeyrella
Heinemannia laspeyrella – gatunek motyli z podrzędu Glossata i rodziny Elachistidae.
Gatunek ten opisany został w 1796 roku przez Jacoba Hübnera jako Tinea laspeyrella.
Motyl o żółtej głowie, tułowiu i tegulach, z wyjątkiem ich zewnętrznego brzegu, który jest brunatny. Skrzydła przednie o rozpiętości od 17 do 20 mm są żółte z dwoma brunatnymi, biało otoczonymi plamami na każdym. Brunatna barwa tylnych skrzydeł i ich strzępiny jaśniejsza niż na przednich. Samice nie mają punktowania w końcowym fragmencie przewodu torebki kopulacyjnej.
Gąsienice żerują na koniczynach.
Owad znany z Albanii, Austrii, Białorusi, Bułgarii, Czech, Estonii, Finlandii, Litwy, Łotwy, Macedonii Północnej, Niemiec, Norwegii, Polski, europejskiej Rosji, Rumunii, Słowacji, Szwecji, Ukrainy, Węgier i Włoch.